# 아델리따
1910년에 시작된 멕시코 혁명에서 참전한 여성들을 가리켜 아델리따(Adelita) 혹은 솔다데라(Soldadera) 라고 부른다.
이 여성들은 전투뿐만 아니라 요리와 간호 등의 다양한 기능을 수행하였으며, 강인한 여성상과 함께 양성 평등 면에서 상당히 큰 의미를 가진다. 멕시코 사람들 사이에서 아델리따와 관련된 다양한 전통과 많은 이야기가 회자된다.